# 스콧 프루잇

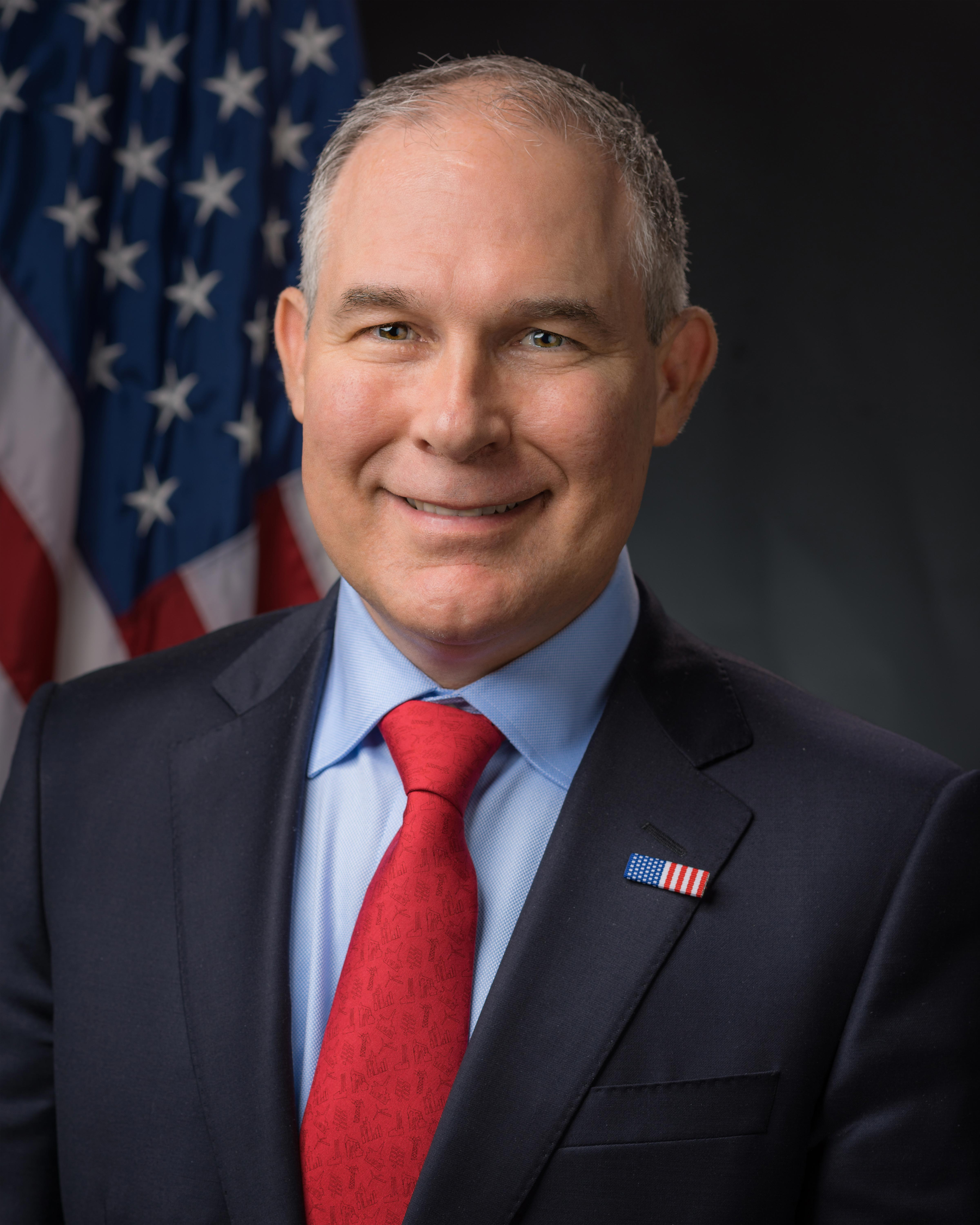

스콧 프루잇(Scott Pruitt, 본명: 에드워드 스콧 프루잇, Edward Scott Pruitt, 1968년 5월 9일 ~ )은 오클라호마주 출신의 미국 변호사, 로비스트, 공화당 (미국) 정치인이다. 그는 도널드 트럼프 대통령 재임 기간인 2017년 2월 17일부터 2018년 7월 9일까지 환경보호국(EPA)의 제14대 청장을 역임했으며 최소 14번의 연방 조사를 받는 동안 사임했다. 프루잇은 기후 변화에 대한 과학적 합의를 부인한다.
프루잇은 1998년부터 2006년까지 오클라호마 상원에서 털사군 및 웨거너군을 대표했다. 2010년에 프루잇은 오클라호마 법무장관으로 선출되었다. 그 역할에서 그는 자칭 "EPA의 활동가 의제에 반대하는 선도적인 옹호자"로서 낙태, 동성 결혼, 환자보호 및 부담적정보험법 및 환경 규제에 반대했다. 그는 그 역할에서 최소 14번 EPA를 고소했다. 프루잇은 2012년에 공화당 법무장관협회 회장으로 선출되었으며 2013년 2월에 두 번째 임기로 재선되었다. 그는 화석 연료 산업으로부터 주요 기업 및 직원 캠페인 기부금을 받았으며, 말년에는 반대 없이 달리고 있는 상황임에도 2010년에서 2014년 사이에 최소 215,574달러를 받았다.
프루잇은 2016년 선거 이후 도널드 트럼프 대통령에 의해 EPA를 이끌도록 지명되었으며, 2017년 2월 미국 상원에서 52-46표로 승인되었다. 2018년 7월까지 프루잇은 그의 지출 습관, 갈등에 대해 정부회계감사원(GAO), EPA 감찰관, 백악관 관리예산처, 미국 특별검사실, 2개의 하원 위원회로부터 최소 14번의 개별 연방 조사를 받았다. 관심, 극도의 비밀 유지 및 관리 관행. 프루잇은 일등석 여행과 빈번한 전세 및 군용 항공편을 자주 이용했다. 그는 EPA의 규제를 받는 고객을 둔 로비스트로부터 대폭 할인된 가격으로 워싱턴 D.C.의 콘도를 임대했다. 프루잇은 백악관을 우회하고 안전한 식수법(Safe Drinking Water Act)의 좁은 조항을 사용하여 두 명의 가장 가까운 보좌관에게 각각 약 28,000달러와 57,000달러의 급여를 자동으로 인상함으로써 윤리적 문제를 야기했다. 오바마 행정부는 두 사람 모두 이해 상충 서약에 서명하는 것을 피할 수 있도록 허용했다. 일부 보수주의자들은 프루이트가 사임해야 한다고 제안하는 합창단에 합류했다. 2018년 7월 5일 프루잇은 7월 9일 사임하고 앤드류 휠러(Andrew R. Wheeler)를 기관의 대표로 남겨두겠다고 발표했다. 2022년 4월, 프루잇은 은퇴한 짐 인호페(Jim Inhofe) 상원의원을 대신하여 오클라호마주 특별 선거에서 오클라호마를 대표하기 위해 미국 상원에 출마했다. 그는 공화당 예비 선거에서 5%의 득표율을 얻었다.

## 역대 선거 결과
| 선거명      | 직책명                       | 대수 | 정당   | 득표율   | 득표수    | 결과 | 당락                       |
| ----------- | ---------------------------- | ---- | ------ | -------- | --------- | ---- | -------------------------- |
| 1998년 선거 | 상원의원 (오클라호마 제54부) | 47대 | 공화당 | 63.51%   | 9,971표   | 1위  | 오클라호마 주의원 당선     |
| 2002년 선거 | 상원의원 (오클라호마 제36부) | 49대 | 공화당 | 단독후보 | 무투표    | 1위  | 오클라호마 주의원 당선     |
| 2010년 선거 | 오클라호마 법무장관          | 17대 | 공화당 | 65.11%   | 666,407표 | 1위  | 오클라호마주 법무장관 당선 |
| 2014년 선거 | 오클라호마 법무장관          | 17대 | 공화당 | 단독후보 | 무투표    | 1위  | 오클라호마주 법무장관 당선 |